# Nerf (blad)

Dwarsdoorsnede blad. (1) = Cuticula; (2) = Bovenepidermis; (3) = Palissadeparenchym; (4) = Sponsparenchym; (5) = Onderepidermis; (6) = Huidmondje; (7) = Sluitcellen; (8) = Xyleem; (9) = Floëem; (10) = Bladnerf / vaatbundel; geel = Sclerenchym

De bladnerven (nervus, mv. nervi) worden gevormd in het blad door de hoofdnerf of middennerf (costa), de zijnerven (nervus lateralis, mv. nervi laterales) en de aderen (vena, mv. venae) in hun onderlinge rangschikking vormen de nervatuur. Nerven zijn de vaatbundels, die door de bladschijf lopen en van onderen vaak als lijsten tevoorschijn treden.

## Mossen
Mossen hebben geen echte bladeren, maar fylloïden en hebben evenmin vaatbundels. Bij mossen hebben de blaadjes 0 tot 2 rechte, onvertakte bladnerven (costa). Deze nerf is meer dan 1 cellaag dik, terwijl de rest van de bladschijf slechts 1 cellaag dik is. Bij kussentjesmos beslaat de nerf vrijwel de volledige breedte van jet blad.

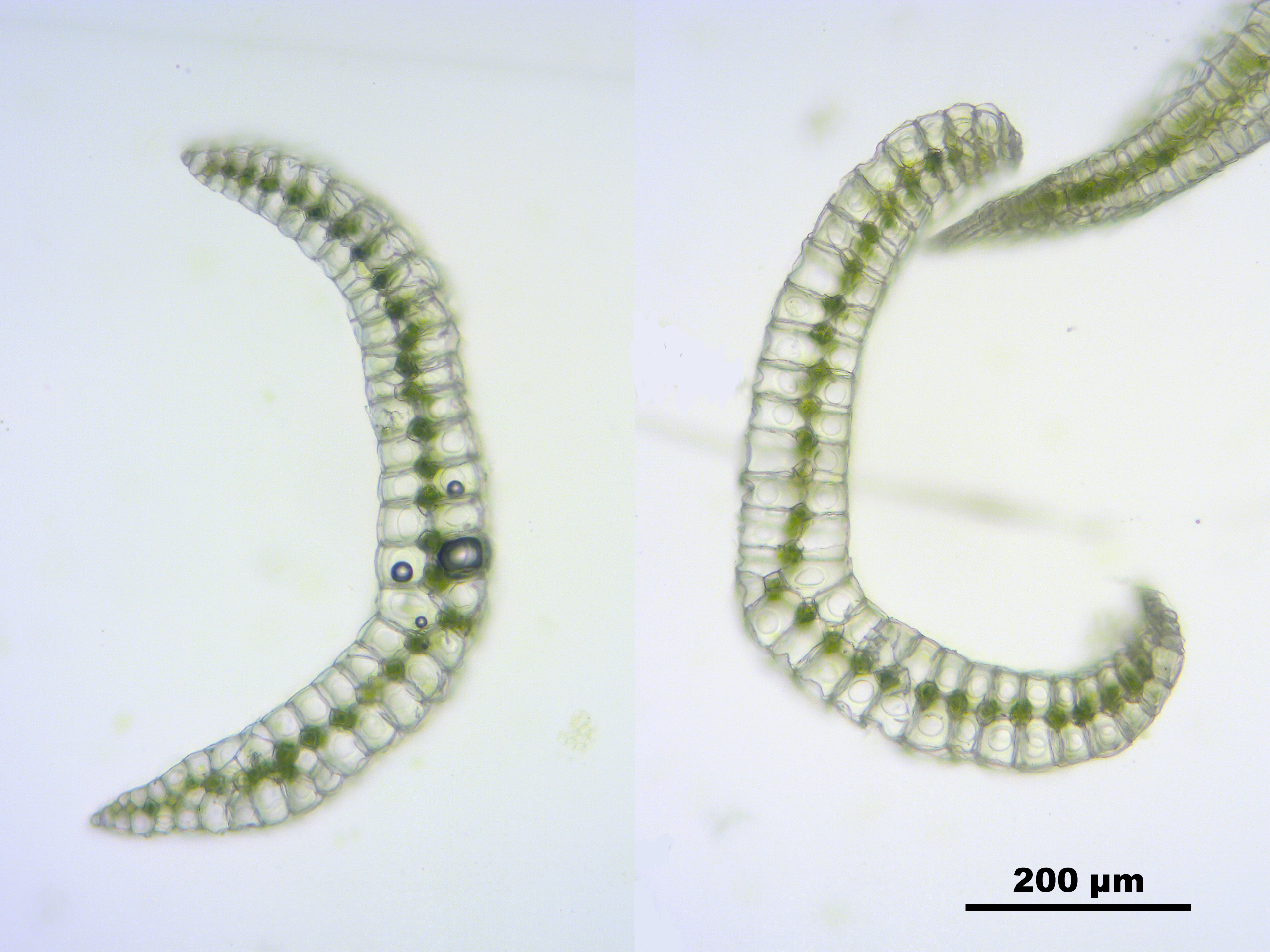
Kussentjesmos (Leucobryum glaucum): dwarse doorsnede van het blad
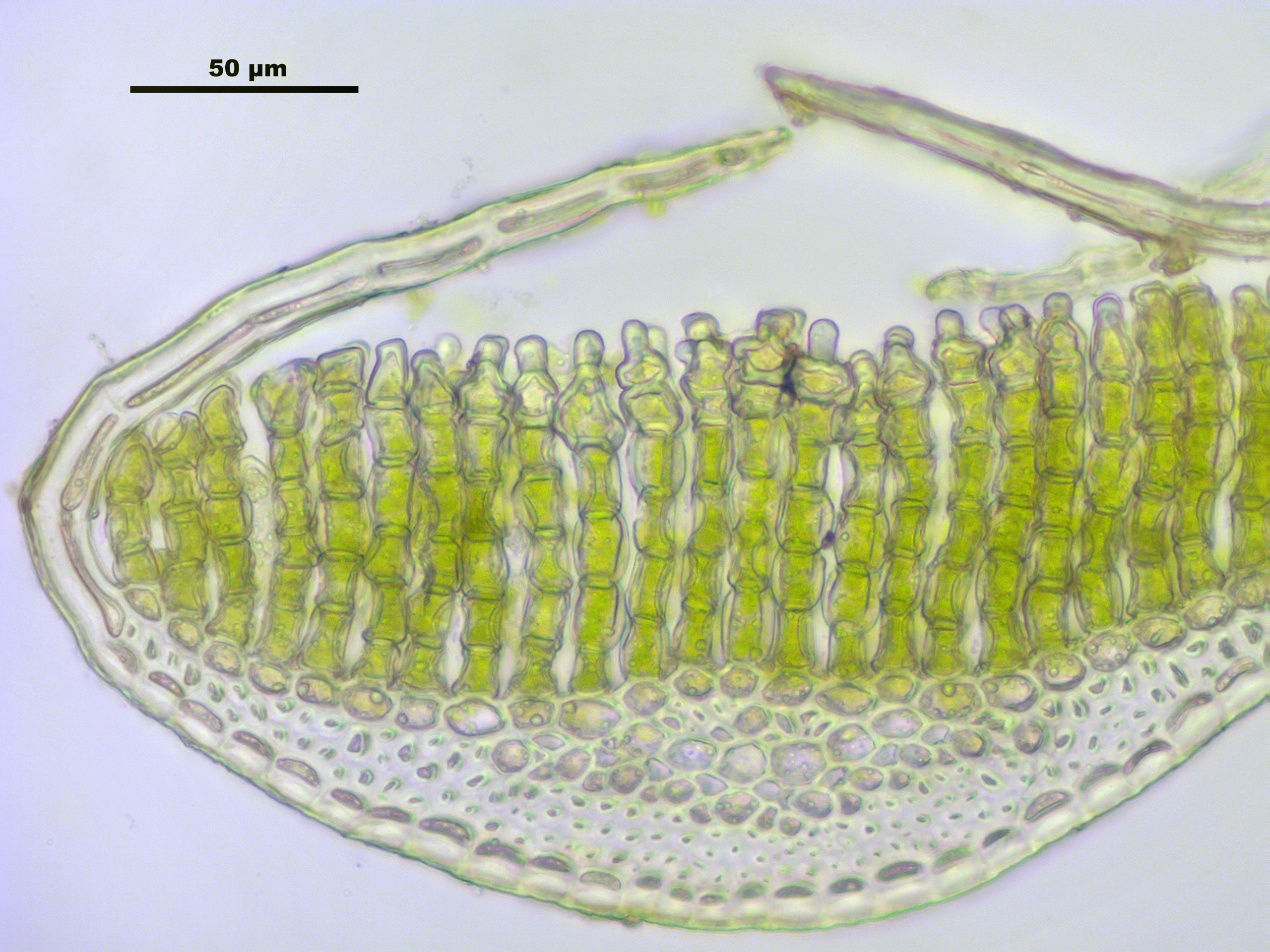
Polytrichum strictum dwarsdoorsnede van het blad met lamellen op de bladnerf
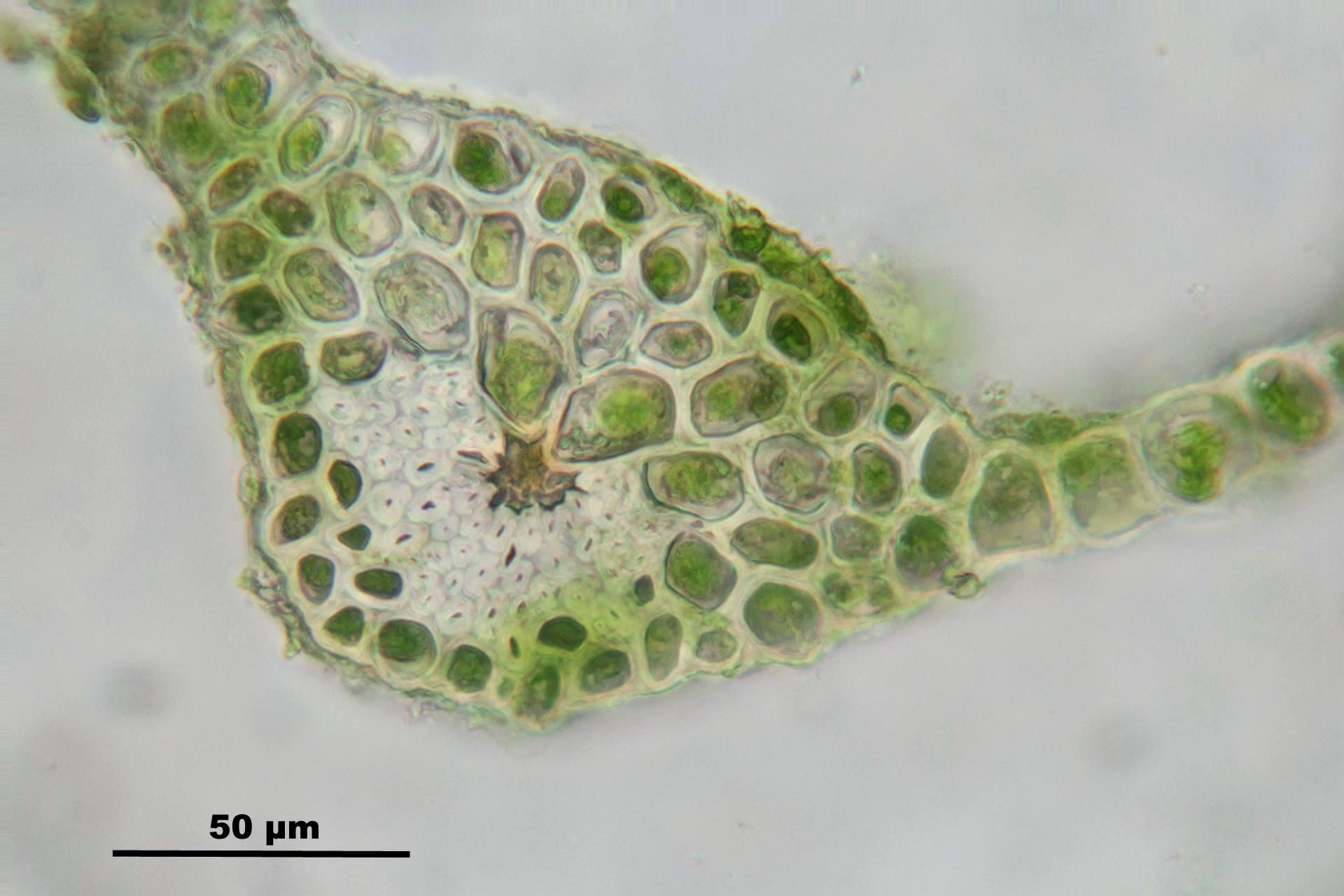
Gewoon sterrenmos (Mnium hornum) dwarsdoorsnede van de bladnerf

Bij bebladerde levermossen komen geen bladnerven voor, hoogstens een een cel dikke schijnnerf, bestaande uit een strook met naast elkaar liggende langwerpige cellen.

## Bedektzadigen
De hoofd- of middennerf loopt van de voet naar de top van de bladschijf. Bij een asymmetrische bladschijf zijn de twee helften ongelijk van vorm. De opvallende nerven die zijdelings uit de hoofdnerf komen zijn de zijnerven. De fijnste nerven, vertakkingen van de zijnerven, heten aderen. Bij een netvormig geaderd hand- of vinnervig blad zijn de aderen opvallend duidelijk.
Als de nerven blind eindigen aan de bladrand wordt van een open nervatuur gesproken. Bij een gesloten nervatuur zijn de nerven aan de bladrand verbonden door anastomosen, zoals bij de grote vlotvaren.
De nervatuur van een blad zorgt enerzijds voor de versteviging van het blad en anderzijds voor de aanvoer van water en voedingsstoffen en de afvoer van assimilaten. De nerf bestaat uit twee soorten weefsels: floëem en xyleem. Het floëem bevindt zich aan de onderzijde van de nerf en verzorgt de afvoer van assimilaten. Het xyleem ligt daarbovenop en zorgt voor de aanvoer van water en daarin opgeloste voedingsstoffen. Het floëem en xyleem wordt voor de versteviging omgeven door dicht parenchymatisch weefsel en collenchym.
De hoofdnerf loopt van de bladbasis in de richting van de bladtop en verdeelt de bladschijf in twee gewoonlijk spiegelbeeldige bladhelften. Soms zijn beide bladhelften ongelijk, bijvoorbeeld bij de iep, en spreekt men van een scheef blad, of van scheve bladvoet.
| de nervatuur nervatio, venatio                                | de nervatuur nervatio, venatio                                                                              | de nervatuur nervatio, venatio | de nervatuur nervatio, venatio |
| nervatuur                                                     | opmerking                                                                                                   | afbeelding                     |                                |
| ------------------------------------------------------------- | --- | ------------------------------ | ------------------------------ |
| handnervig folium palmatinerve                                | de zijnerven ontspringen uit een punt aan de bladbasis                                                      |                                |                                |
| veernervig of vinnervig folium penninerve                     | de zijnerven ontspringen ontspringen op verschillende hoogten van de hoofdnerf in de bladschijf             |                                |                                |
| drie-nervig folium triplinerve                                | twee iets boven de bladvoet ontspringende zijnerven zijn vrijwel even goed ontwikkeld zijn als de hoofdnerf |                                |                                |
| vijf-nervig folium quintuplinerve                             | vier iets boven de bladvoet ontspringende zijnerven zijn vrijwel even goed ontwikkeld zijn als de hoofdnerf |                                |                                |
| netnervig folium reticulato-venosum, retinerve                | aderen en zijnerven zijn vrijwel niet van elkaar te onderscheiden                                           |                                |                                |
| voetnervig folium pedatinerve                                 | |                                |                                |
| rechtnervig, parallelnervig folium rectinerve, parallelinerve | |                                |                                |
| kromnervig folium curvinerve                                  | |                                |                                |
| dichotoom, gegaffeld                                          | gelijkwaardige hoofd- en zijnerven vertakken zich herhaald in tweeën                                        |                                |                                |

bladnerven en nervatuur
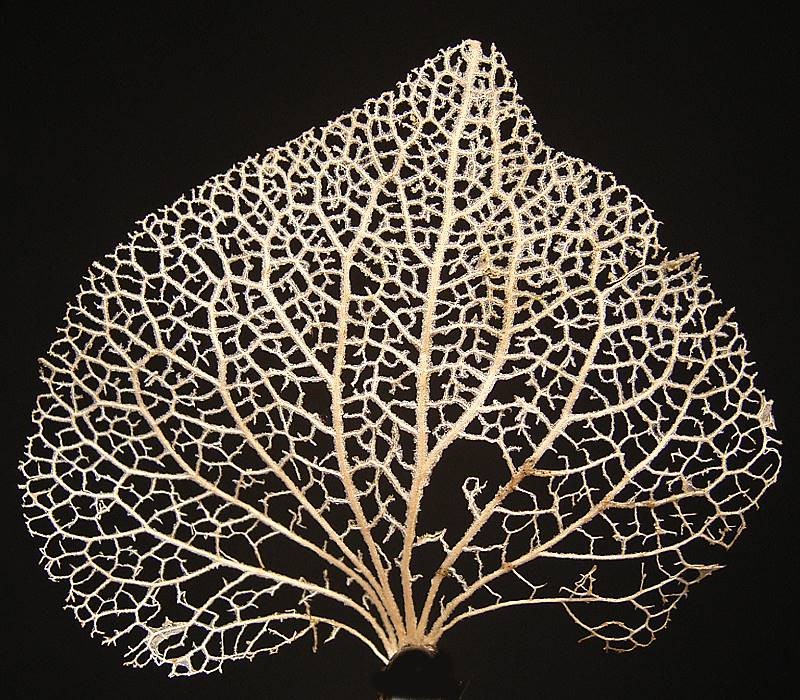
Nerfskelet van een hortensiablad
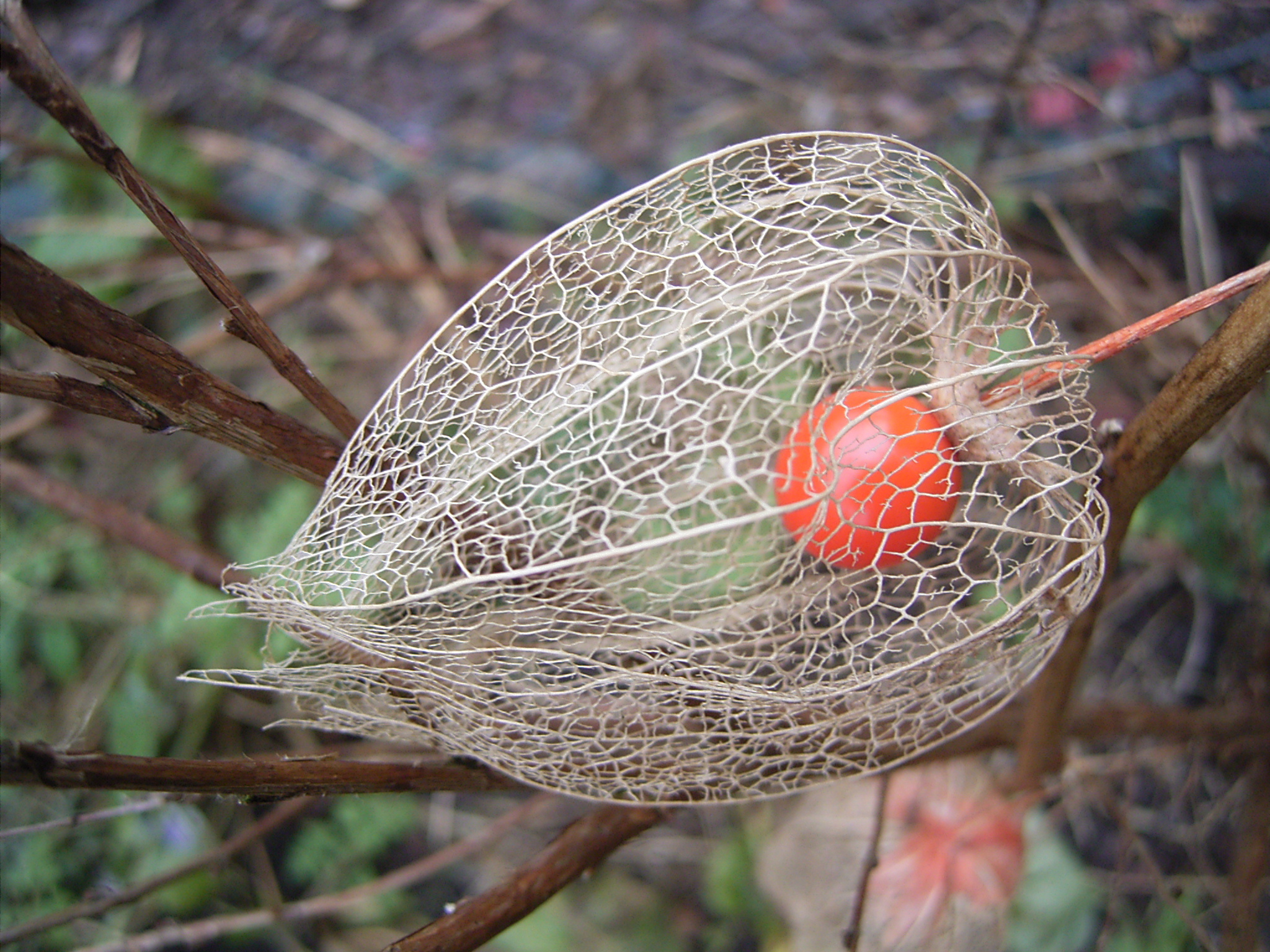
Het nerfskelet van de kelk van de echte lampionplant
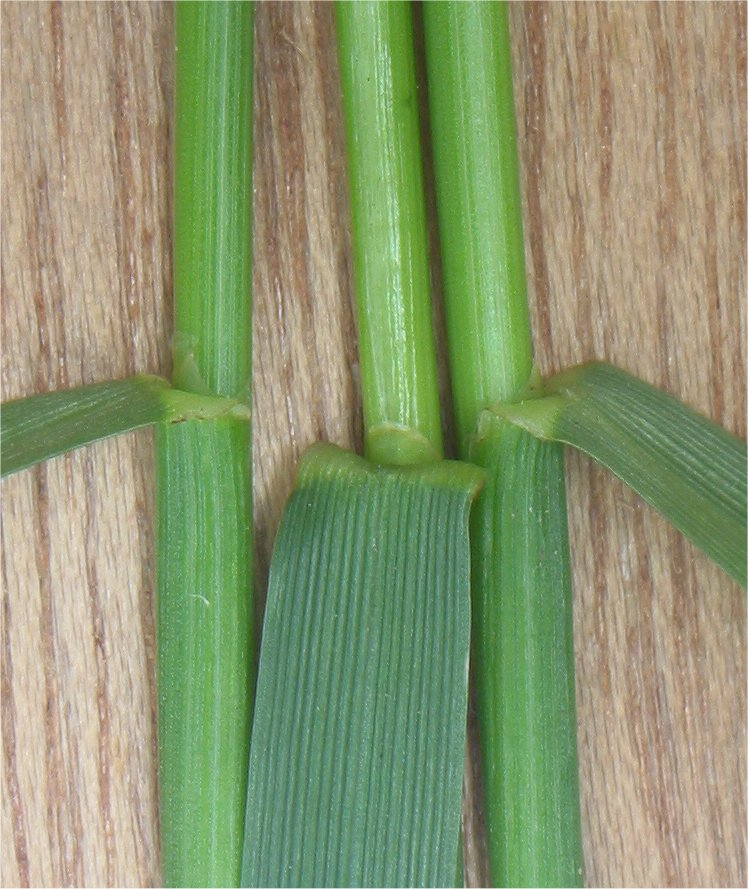
Engels raaigras parallelnervig
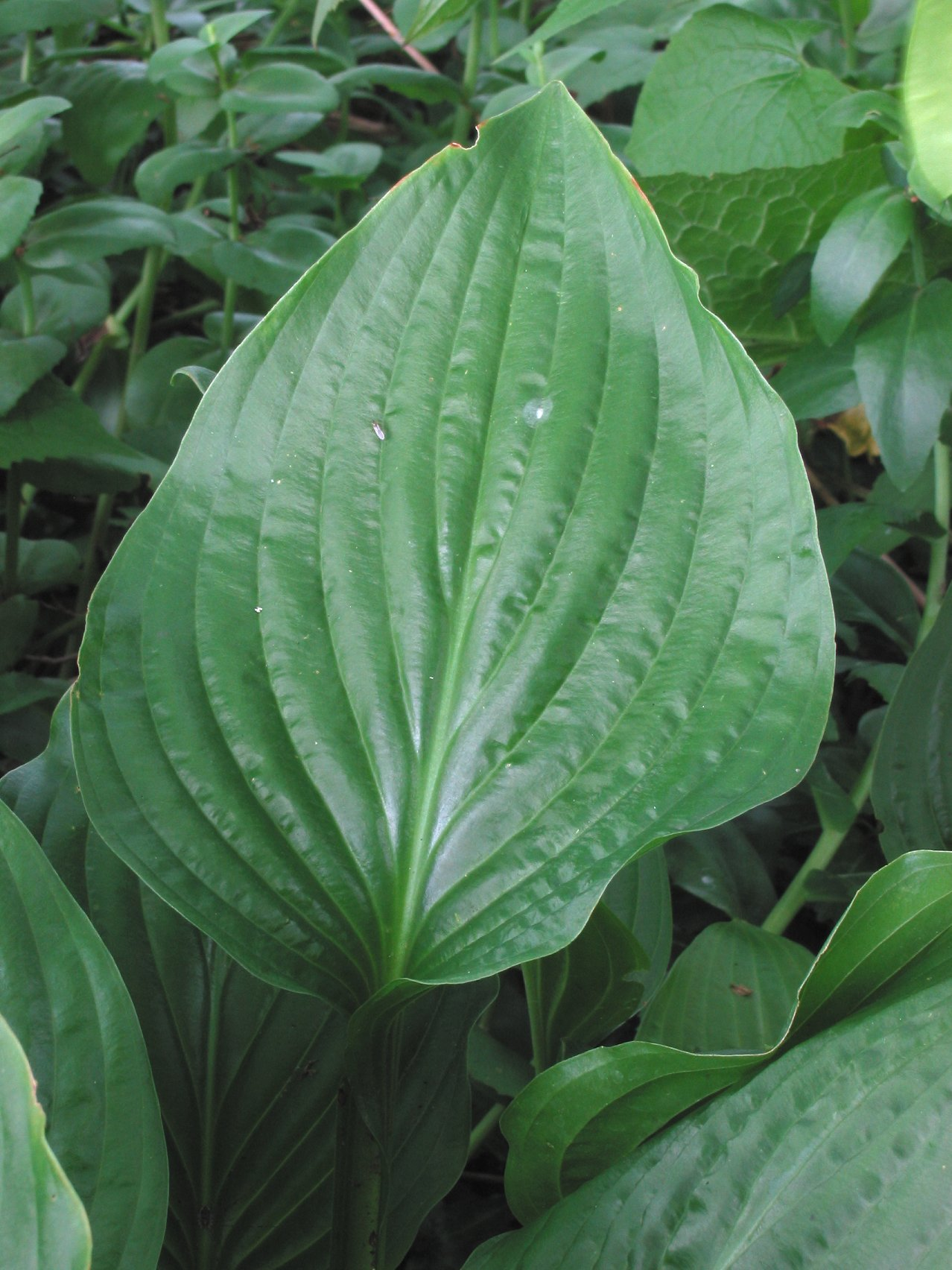
Hosta kromnervig
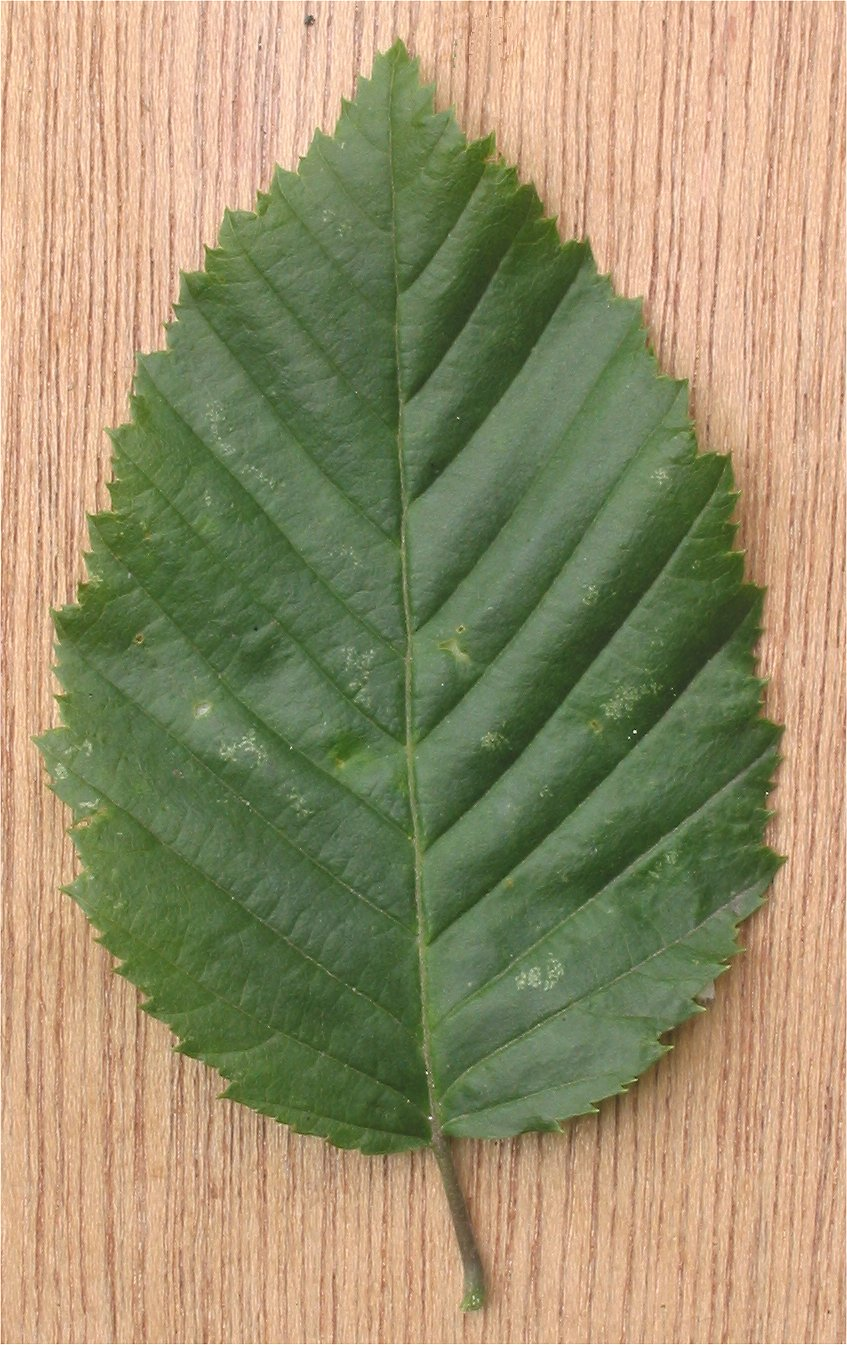
haagbeuk veernervig
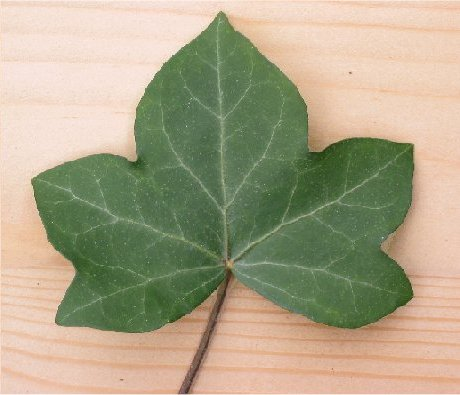
klimop handnervig
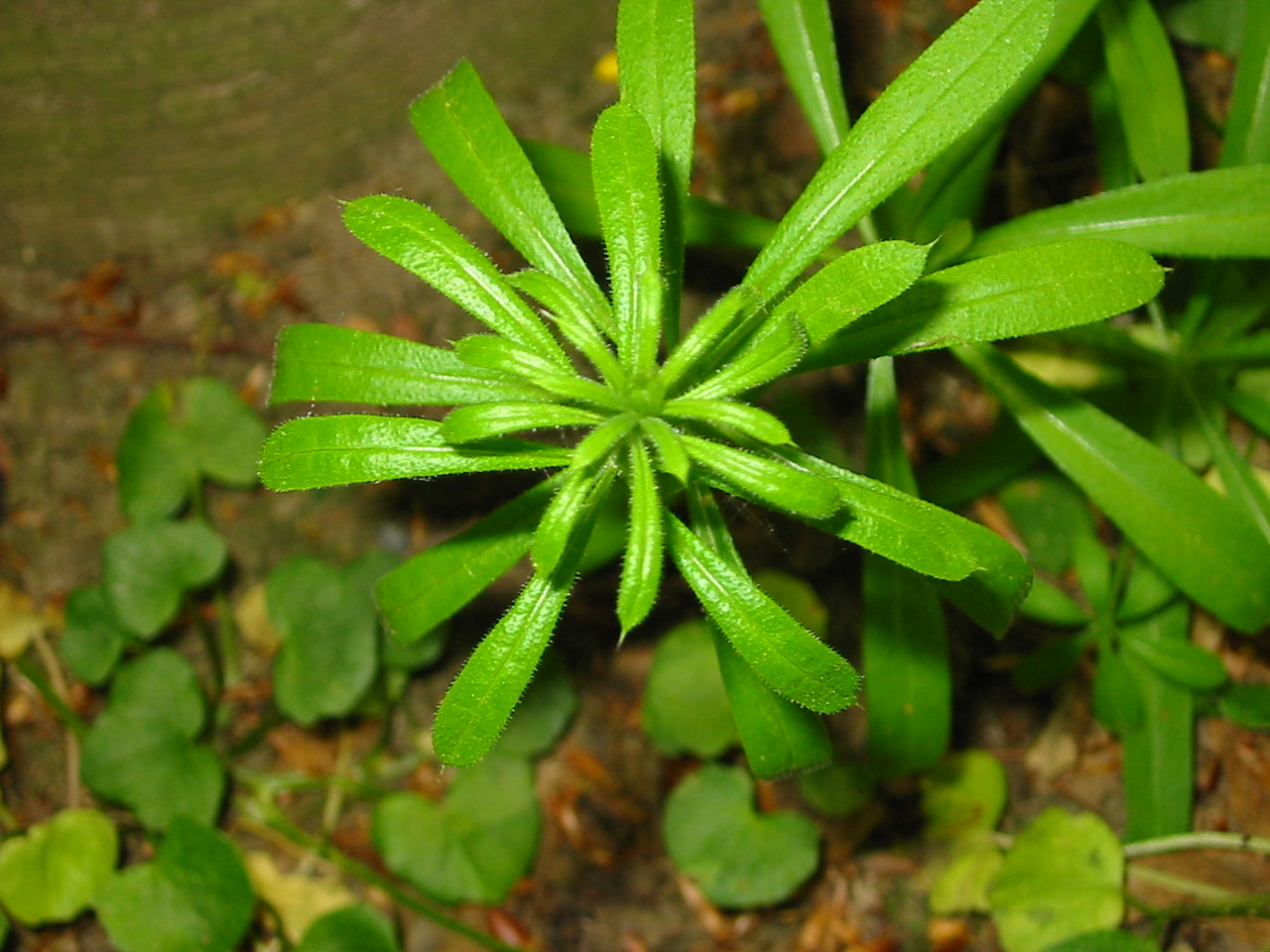
kleefkruid eennervig
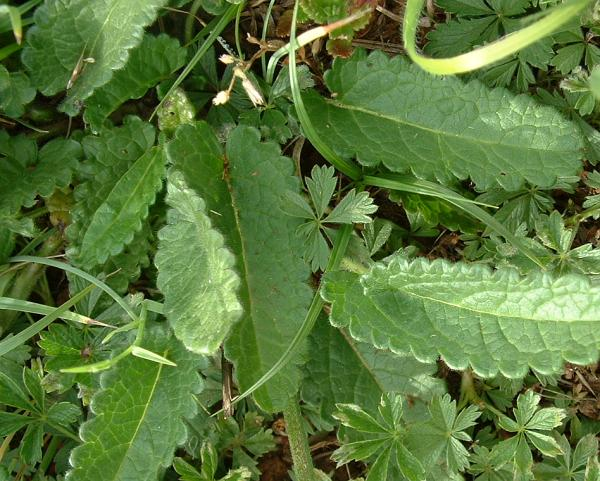
betonie netnervig
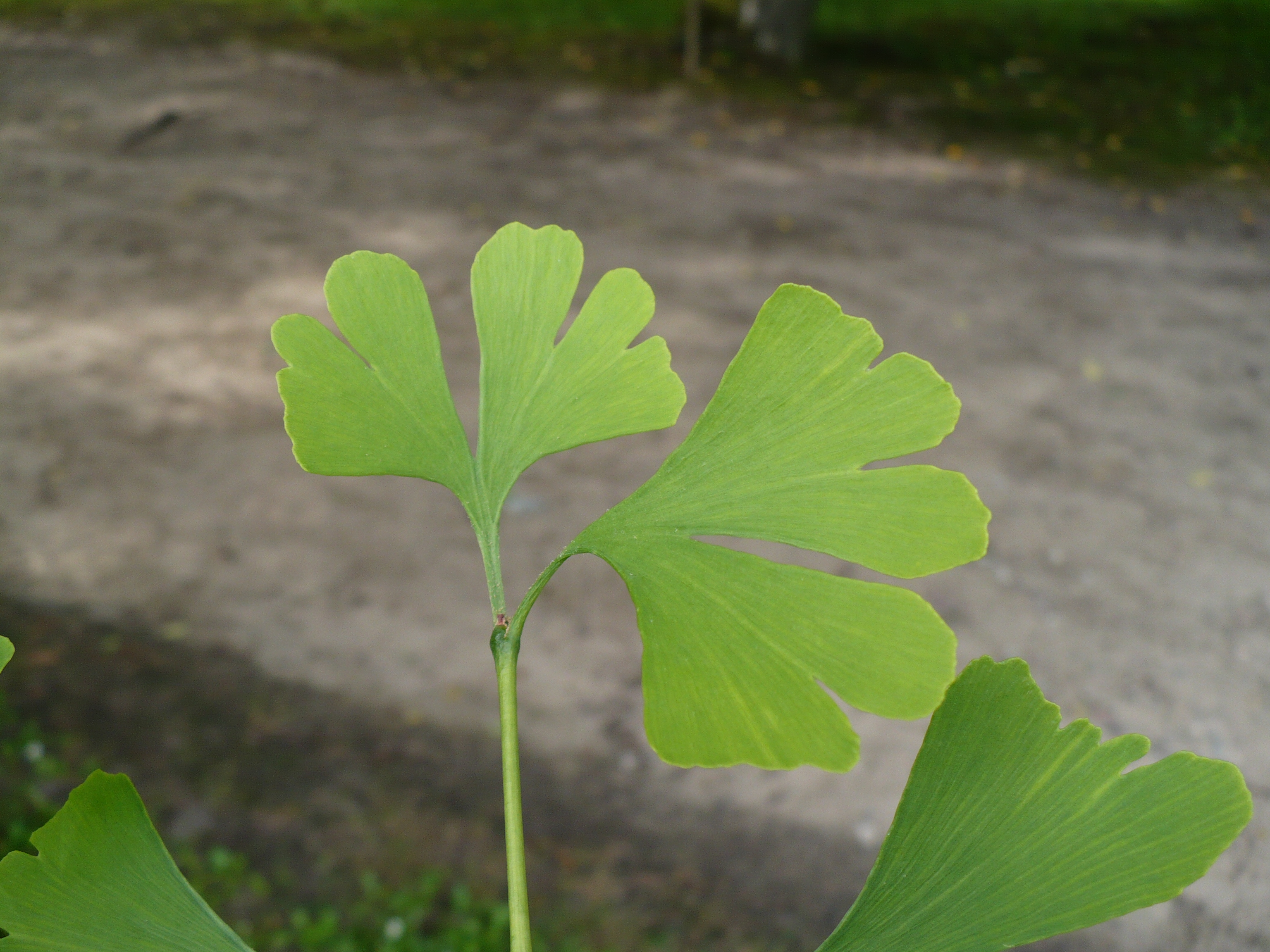
Japanse notenboom, dichotome nervatuur